# Beržė (přítok Šušvė)
Beržė je řeka na severu střední Litvy, levý přítok řeky Šušvė. Je to její největší přítok.
Pramení 1,5 km na severovýchod od vsi Bernočiai, 8 km na jihozápad od okresního města Radviliškis. Teče na území okresu Radviliškis klikatě postupně směry celkově severovýchodním, východním, jihovýchodním a jižním. Protéká středně hustě (na litevské poměry) zabydleným územím, přičemž se však sídlům dosti vyhýbá, zejména okolí dolního toku je velmi řídce obydlené. Na své pouti protéká těmito lesy: Linkaičių, Liaudiškių, Užpelkių miškas. Do řeky Šušvė se vlévá 2 km na jih od vsi Paberžiai, 21 km na jih od okresního města Radviliškis jako její levý a největší přítok, 80,8 km od jejího ústí do Nevėžisu.
Údolí řeky je málo vyznačené. Šířka koryta je 10–24 m, hloubka 0,5–3 m, rychlost toku je 0,1 m/s, průměrný spád je 0,7 m/km, průměrný průtok je 1,4 m³/s.

## Přítoky
- Levé:

| Hydrologické pořadí | Řeka                | Délka (km) | Povodí (km²) | Vzdálenost od ústí (km) | Ústí kde | Koordináty ústí |
| ------------------- | ------------------- | ---------- | ------------ | ----------------------- | -------- | --------------- |
| 13011028            | kanál Banko kanalas | 17,1       | 54,2         | 26,1                    |          |                 |
| 13011031            | B – 1               | 4,9        | 15,8         | 24,2                    |          |                 |
| 13011032            | Sorbalis            | 4,2        | 19,1         | 13,8                    |          |                 |

- Pravé:

| Hydrologické pořadí | Řeka     | Délka (km) | Povodí (km²) | Vzdálenost od ústí (km) | Ústí kde | Koordináty ústí |
| ------------------- | -------- | ---------- | ------------ | ----------------------- | -------- | --------------- |
| 13011024            | Švėmalis | 12,3       | 54,6         | 28,4                    |          |                 |
| 13011027            | Taušė    | 9,2        | 25,0         | 27,0                    |          |                 |
| 13011029            | Gulbinas | 9,2        | 25,0         | 25,9                    |          |                 |
| 13011034            | B – 2    | 6,5        | 13,9         | 11,2                    |          |                 |
| 13011035            | Legetys  | 6,0        | 20,7         | 6,5                     |          |                 |

## Obce při řece
Ilguočiai, Linkaičiai, Miežaičiai, Paberžiai